# Saya jezik
Saya jezik (ISO 639-3: say; sayanci, sayara, sayawa, seiyara, seya, seyawa), afrazijski jezik zapadnočadske skupine, kojim govori oko 50 000 ljudi (1973 SIL) u nigerija|nigerijskoj državi Bauchi, u LGA Tafawa Balewa.
Saya jezik jedan je od 14 jezika uže skupine B.3. barawa, i pripada podskupini zaar. Postoji nekoliko dijalekata, to su sigidi (sugudi, sigdi, segiddi) sa 7 000 govornika (1995 CAPRO)i zaar (vikzar, vigzar, kal, gambar leere, lusa).

## Vanjske poveznice
- Ethnologue (14th)
- Ethnologue (15th)